# Світличний Едуард Вікторович
Едуа́рд Ві́кторович Світли́чний — полковник медичної служби, заслужений лікар України (2019), професор кафедри Української військово-медичної академії. Професор, кандидат медичних наук.

## Стислі відомості
1993 року закінчив факультет підготовки військових лікарів для сухопутних військ, Військово-медична академія ім. С. М. Кірова.
У 1993—1994 роках — на посаді начальника медичної служби військової частини.
1997 року закінчив Українську військово-медичну академію (факультет військових лікарів) — за спеціальністю «хірургія».
1999-го закінчує ад'юнктуру при Українській військово-медичній академії (на кафедрі військової хірургії). Від того ж року служив — на посадах викладача, старшого викладача і доцента кафедри військової хірургії Української військово-медичної академії. Того ж року захистив кандидатську дисертацію — «Вибір методу хірургічного лікування перфоративної виразки шлунку та ДПК» (спеціальність «хірургія»).
Учень професора Миколи Тутченка.
Наукові зацікавлення — малоінвазивні методи в хірургії.
Автор 28 наукових праць, серед них навчальний посібник «Актуальні питання абдомінальної хірургії (курс лекцій)»; співавтори Денисенко Валерій Миколайович та Панов Федір Іванович, 2005.
З 2014 року на фронті; під час ротації служив хірургом та фахівцем із ультразвукової діагностики в 66-му військовому мобільному госпіталі.
Першим запровадив у звичайну практику методику екстреного ультразвукового обстеження поранених та травмованих — за міжнародним стандартом.
У часі перебування на фронті зробив 1430 ультразвукових обстежень та 75 оперативних втручань.

## Нагороди та вшанування
- Указом Президента України № 878/2019 від 4 грудня 2019 року за «особисті заслуги у зміцненні обороноздатності Української держави, мужність і самовіддані дії, виявлені у захисті державного суверенітету та територіальної цілісності України, зразкове виконання військового обов'язку» відзначений званням Заслужений лікар України[1].